# Règle de Slater
En physique quantique et chimie numérique, les règles de Slater sont un ensemble de règles (empiriques) qui servent à évaluer la charge nucléaire effective. Dans un atome à plusieurs électrons, la charge effective perçue par chaque électron est {\displaystyle Z^{*}=Z-\sigma ~}, où {\displaystyle Z} est la charge nucléaire réelle et {\displaystyle \sigma ~} représente l'effet d'écran produit par les électrons plus proches ou aussi proches du noyau. Ces règles furent proposées en 1930 par le physicien américain John Clarke Slater.
Dans les années 1960, Enrico Clementi (en) et al. obtiennent des valeurs modifiées des charges effectives à l'aide des calculs des structures atomiques par la méthode de Hartree-Fock,.

## Règles de Slater pour le calcul des facteurs d'écran
Les électrons sont placés,  dans une séquence de groupes en ordre du nombre quantique principal n, et pour chaque n en ordre du nombre quantique azimutal l, sauf que les orbitales s et p sont gardées ensemble. L'ordre est alors  (1s, 2s2p, 3s3p, 3d, 4s4p, 4d, 4f, 5s5p, 5d…).
L'effet d'écran {\displaystyle \sigma _{j}} sur l'électron j est la somme des effets d'écran {\displaystyle \sigma _{j\rightarrow i}} exercés sur l'électron j par tout autre électron i, en tenant compte de la situation de l'électron j.
Selon Slater les effets des autres électrons sont déterminés par les règles suivantes :
1. Chaque autre électron au même groupe que l'électron j exerce un effet écran équivalent à 0,35 (charges électroniques), à l'exception du groupe 1s pour .lequel l'écran d'un électron sur l'autre est 0,30.
2. Un électron j d'un groupe nsnp subit un écran de 0,85 par chaque électron de nombre quantique principal (n - 1), ainsi qu'un écran de 1,00 par chaque électron de nombre quantique principal inférieur.
3. Un électron j d'un groupe nd ou nf subit un écran de 1,00 par chaque électron d'un groupe inférieur, soit avec une valeur inférieure de n, soit avec la même valeur de n que l'électron j et une valeur inférieure de l.

Sous forme tabulaire :
| électron j/électron i | 1s   | 2s 2p | 3s 3p | 3d   | 4s 4p | 4d   |
| --------------------- | ---- | ----- | ----- | ---- | ----- | ---- |
| 1s                    | 0,30 |       |       |      |       |      |
| 2s 2p                 | 0,85 | 0,35  |       |      |       |      |
| 3s 3p                 | 1    | 0,85  | 0,35  |      |       |      |
| 3d                    | 1    | 1     | 1     | 0,35 |       |      |
| 4s 4p                 | 1    | 1     | 0,85  | 0,85 | 0,35  |      |
| 4d                    | 1    | 1     | 1     | 1    | 1     | 0,35 |

### Exemple du chlore
Le chlore (Cl) dispose de Z=17 protons et donc 17 électrons, et possède la configuration électronique : 1s2 2s2 2p6 3s2 3p5.
On étudie dans cet exemple un électron de valence (c'est-à-dire appartenant à la dernière couche électronique, ici 3s2 3p5) : ainsi, la charge effective pour chaque électron de la sous-couche 3s ou 3p sera 
{\displaystyle Z^{*}=Z-\sigma ~}
avec une constante d'écran {\displaystyle \sigma ~} due à tous les autres électrons de la couche 3s/3p et des couches inférieures. Il y a 7 électrons sur la couche 3s/3p, mais un électron ne subit pas d'écran de lui-même. Un électron de la couche 3s/3p subira donc l'effet d'écran des 6 autres électrons de cette même couche, ainsi que celui des 8 électrons sur la couche 2s/2p et des 2 électrons de la couche 1s. La constante d'écran {\displaystyle \sigma ~} est donc de :
{\displaystyle \sigma ~=6\times \sigma _{3s,3p}+8\times \sigma _{2s,2p}+2\times \sigma _{1s}=6\times 0{,}35+8\times 0{,}85+2\times 1=10{,}9}
ce qui donne une charge effective de :
{\displaystyle Z^{*}=17-10,9=6,1}

## Motivation
Les règles ont été développées par Slater afin de construire des approximations analytiques simples  de l'orbitale atomique de tout électron dans un atome. Pour chaque électron dans un atome, Slater a voulu déterminer des effets d'écran {\displaystyle \sigma } et des nombres quantiques équivalents {\displaystyle n^{*}} de sorte que
{\displaystyle \psi _{n^{*}\sigma }(r)=r^{n^{*}-1}\exp \left(-{\frac {(Z-\sigma )r}{n^{*}}}\right)}
fournit une approximation raisonnable d'une fonction d'onde monoélectronique. Slater définit {\displaystyle n^{*}} par la règle suivante : lorsque n = 1, 2, 3, 4, 5, 6 ; {\displaystyle n^{*}} = 1, 2, 3, 3,7, 4,0 et 4,2 respectivement. Ceci est un ajustement arbitraire pour faire accorder les énergies atomiques calculées aux données expérimentales.
Slater propose cette forme à l'instar des fonctions d'ondes bien connues de l'atome hydrogénoïde avec composantes radiales de la forme 
{\displaystyle R_{nl}(r)=r^{l}f_{nl}(r)\exp \left(-{\frac {Zr}{n}}\right)},
où n est le (vrai) nombre quantique principal, l est le nombre quantique azimutal, et fnl(r) est un polynôme oscillatoire de n - l - 1 nœuds. Sur la base des calculs antérieurs de la part de Clarence Zener, Slater prétend que la présence de nœuds radiaux n'est pas requise pour obtenir une approximation raisonnable. Il remarque aussi qu'à la limite asymptotique (éloignée du noyau), sa forme approximative coïncide avec la fonction d'onde hydrogénoïde exacte en présence d'une charge nucléaire Z-s et dans l'état avec un nombre quantique principal égal à son nombre quantique équivalent n*.
En se basant toujours sur le travail de Zener, Slater évalue l'énergie totale d'un atome à N électrons avec fonction d'onde construite à partir des orbitales de la forme qu'il a proposée. Il fait valoir qu'une bonne approximation de cette énergie serait
{\displaystyle E=-\sum _{i=1}^{N}\left({\frac {Z-s_{i}}{n_{i}^{*}}}\right)^{2}}.
En se servant de cette expression de l'énergie totale d'un atome ou ion comme fonction des facteurs d'écran et des nombres quantiques équivalents, Slater peut formuler des règles de sorte que les énergies calculées des raies spectrales sont en accord raisonnable avec les valeurs expérimentales pour un grand nombre d'atomes. Pour le fer, par exemple, l'énergie totale d'un atome neutre selon cette méthode est de –2497,2 Ry, tandis que l'énergie d'un cation excité Fe+ (dépourvu d'un électron 1s) est de –1964,6 Ry. Slater compare la différence, 532,6 Ry, au seuil K de la  spectrométrie d'absorption des rayons X de 524,0 Ry.